# 恋歌〜THE LATEST J-LOVE BALLAD HITS COLLECTION〜
『恋歌〜THE LATEST J-LOVE BALLAD HITS COLLECTION〜』（こいうた ザ レイテスト ジェイラブ バラード ヒッツ コレクション）は、Skoop On Somebodyのボーカルである武田雅治のソロデビュー・アルバム。2006年9月20日に発売された。

## 概要
- 武田雅治初のソロ・アルバムであり、初のカバー・アルバムでもある。
- 収録曲は全て2000年代の楽曲ばかりである。これについて、公式サイトで、「カバーアルバムはマーケットで需要が高まっているが、そのほとんどは古い曲のカバーばかりだ。従って、より聴き手の耳に新しい最近の曲にしている」というように述べられている。そのなかでも特に、ラブソングに焦点を当てている。
- 本アルバム発売直後の2006年9月23日には、フジテレビ系音楽番組『ミュージックフェア』に出演し、「思いがかさなるその前に…」と「雪の華」（徳永英明との共演）を披露した。

## 収録曲
1. 思いがかさなるその前に…
作詞・作曲:平井堅　編曲:益田トッシュ
平井堅の、2004年発表の楽曲。
2. 桜
作詞・作曲:河口恭吾　編曲:中島ノブユキ
河口恭吾の、2003年発表の楽曲。
3. くるみ
作詞・作曲:桜井和寿　編曲:益田トッシュ
Mr.Childrenの、2003年発表の楽曲。
4. 新大阪
作詞:村上てつや　作曲:村上てつや、妹尾武　編曲:益田トッシュ
ゴスペラーズの、2003年発表の楽曲。
5. TSUNAMI
作詞・作曲:桑田佳祐　編曲:益田トッシュ
サザンオールスターズの、2000年発表の楽曲。
6. 心ひとつ
作詞:MISIA　作曲:鷺巣詩郎　編曲:中島ノブユキ
MISIAの、2003年発表の楽曲。
7. サヨナラCOLOR
作詞・作曲:永積タカシ　編曲:益田トッシュ
SUPER BUTTER DOGの、2001年発表の楽曲。
8. 雪の華
作詞:satomi　作曲:松本良喜　編曲:中島ノブユキ
中島美嘉の、2003年発表の楽曲。
9. 永遠にともに 
作詞・作曲:小渕健太郎　編曲:中島ノブユキ
コブクロの、2004年発表の楽曲。
10. Jupiter
作詞:吉元由美　作曲:HOLST GUSTAV　編曲:中島ノブユキ
平原綾香の、2003年発表の楽曲。